# Rezerwat przyrody „Grīņu”
Rezerwat przyrody „Grīņu” (łot. Grīņu dabas rezervāts) – rezerwat przyrody położony w zachodniej Łotwie, w Kurlandii, na terenie Kurlandii Południowej. 

## Historia
Rezerwat został założony w 1936 roku w celu ochrony specyficznego typu nadmorskiego wrzosowiska, które rozwija się na ubogich, piaszczystych glebach, oraz zachowania naturalnych stanowisk wrzośca bagiennego (Erica tetralix), który na Łotwie występuje tylko na tym obszarze.

## Geografia i siedliska
Rezerwat zajmuje powierzchnię 1454,9 ha (14,549 km²). Dominującym siedliskiem jest tzw. grīnis – unikalny typ wrzosowiska przejściowego między torfowiskiem wysokim a suchym borem sosnowym, charakteryzujący się specyficznym składem gatunkowym i strukturą. Gleby są tu ubogie, piaszczyste i kwaśne. Oprócz wrzosowisk występują tu również suche bory sosnowe oraz niewielkie obszary torfowisk.

## Flora i fauna
Najcenniejszym gatunkiem flory rezerwatu jest wrzosiec bagienny, która ma tu swoje jedyne naturalne stanowiska na Łotwie i jedno z najdalej na wschód wysuniętych w Europie. Innymi cennymi rolinami chronionymi w rezerwacie są woskownica europejska (Myrica gale), Bażyna czarna (Empetrum nigrum), wrzos zwyczajny (Calluna vulgaris) oraz różne gatunki trzęślic. W borach sosnowych rośnie głównie sosna zwyczajna. Fauna rezerwatu nie jest szczególnie bogata, ale obejmuje gatunki typowe dla wrzosowisk i borów.

## Ochrona
Rezerwat Grīņu posiada najwyższą kategorię ochrony IUCN – Ia, co oznacza ścisły rezerwat przyrody. Wstęp na teren rezerwatu jest ograniczony i wymaga zezwolenia administracji. Celem ochrony jest zachowanie naturalnych procesów zachodzących w ekosystemie grīnis oraz ochrona populacji wrzośca bagiennego. Obszar jest również częścią sieci Natura 2000 (kod obszaru: LV0302300). Zarządcą jest łotewski Urząd Ochrony Przyrody (Dabas aizsardzības pārvalde).